# Aiguebelle (Hautes-Alpes)
Pour les articles homonymes, voir Aiguebelle.
L'Aiguebelle est une rivière des Hautes-Alpes, affluent du Buëch.

## Géographie

### Source
L'Aiguebelle prend sa source sur la commune de La Haute-Beaume, à 1 422 m d'altitude, sur les pentes de la Montagne d'Aureille.

### Parcours
Le parcours de l'Aiguebelle est intégralement dans le département des Hautes-Alpes, et traverse les communes de La Haute-Beaume, Montbrand, et La Faurie.

### Embouchure
L'Aiguebelle se jette dans le Buëch, dans la commune de La Faurie, à l'est du village.

### Principaux affluents
L'Aigebelle compte 2 affluents connus :
- Le Busc (fiche Sandre n° X1011020)[1]
- le Torrent de Labouze (fiche SANDRE n°X1011000)[2]